# 群馬県立高崎東高等学校
群馬県立高崎東高等学校（ぐんまけんりつ たかさきひがしこうとうがっこう）は、群馬県高崎市元島名町にある県立高等学校。略称は、「高東（たかひがし）」あるいは「東高（ひがしこう）」）である。

## 概要
- 漫画研究部は全国的な強豪として知られ、第12回まんが甲子園で最優秀賞を受賞した。
- ソフトボール部は群馬県内で新島学園高等学校に次ぐ強豪として知られる。
- 新体操部も全国的な強豪校として知られている。
- 2004年、本仮屋ユイカ主演のNHK朝の連続テレビ小説「ファイト」のロケ地のひとつとなった。
- 2005年公開の映画「タッチ」の主人公達の通う高校としてロケが行われた。

## 沿革
- 1984年 - 開校
- 2002年 - 3学期制を2学期制に変更する。
- 2009年 - 2学期制を3学期制に変更する。
- 2013年 - 開校30周年を迎える。

## 設置学科
- 全日制課程
  - 普通科

## 著名な出身者
- 健太 - 格闘家、キックボクサー